# Markgrafschaft Baden-Rodemachern

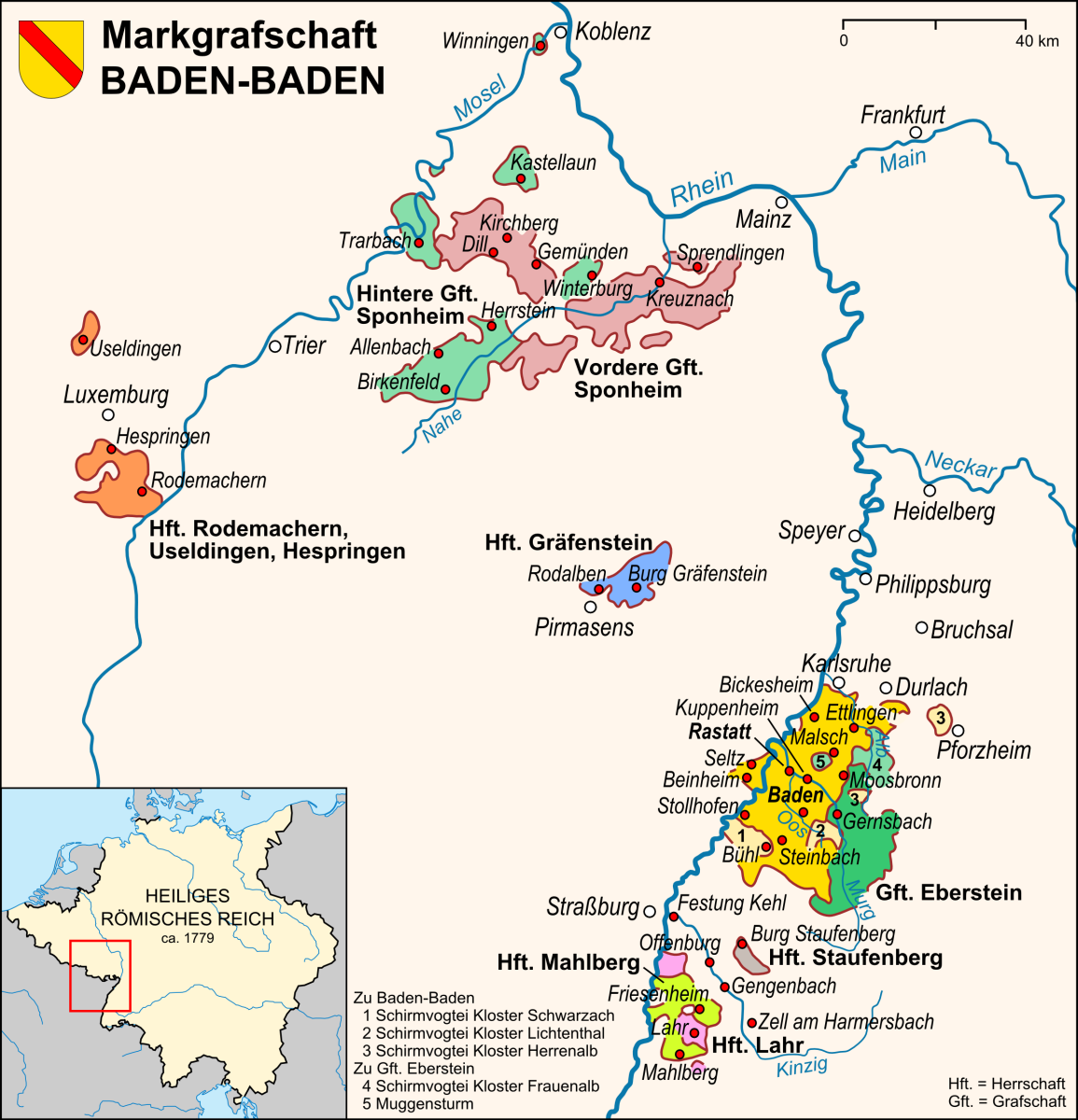
Karte der Markgrafschaft Baden-Baden mit den Herrschaften Rodemachern, Useldingen und Hesperingen.

Als Markgrafschaft Baden-Rodemachern wird hier das Territorium bezeichnet, das durch die von 1556 bis 1666 existierende Nebenlinie der Markgrafen von Baden-Baden zu Rodemachern regiert wurde. Es handelt sich hierbei um die ursprünglich im Herzogtum Luxemburg gelegenen Herrschaften Rodemachern, Useldingen und Hesperingen.

## Geschichte

### Rodemachern im Gefüge des Heiligen Römischen Reiches Deutscher Nation
Kaiser Karl IV. erhob die luxemburgischen Stammlande 1354 zum Herzogtum. Die Herrschaften Rodemachern, Hesperingen und Useldingen gehörten zum Herzogtum Luxemburg, und deren Herren waren Lehnsnehmer des Herzogtums. Das Herzogtum gehörte zu den Burgundischen Niederlanden, die den Hauptteil des Burgundischen Reichskreises bildeten. Im Jahr 1441 verkaufte die letzte Herzogin aus dem Haus Luxemburg das Land an das französische Haus Burgund. Es blieb aber staatsrechtlich ein Lehen des Reiches. Nach dem Tod des letzten Burgunderherzogs Karls des Kühnen im Jahr 1477 kam Luxemburg mit dem gesamten burgundischen Erbe an Karls Tochter Maria und ihren Ehemann, den späteren römisch-deutschen Kaiser Maximilian von Habsburg.
Bei seiner feierlichen Abdankung im Jahr 1555 schlug Maximilians Enkel Karl V. die gesamten habsburgischen Niederlande, zu denen auch Luxemburg gehörte, seinem Sohn Philipp II., dem König von Spanien, zu. Von da an bis zum Aussterben der spanischen Habsburger bildete Luxemburg innerhalb des Heiligen Römischen Reiches Deutscher Nation einen Teil der Spanischen Niederlande.
Aufgrund des habsburgisch-bourbonischen Gegensatzes wurde Luxemburg in den folgenden 200 Jahren immer wieder in die Kriege zwischen Frankreich und den Habsburgern hineingezogen. Im Jahre 1659 musste Spanien den südlichsten Teil des Herzogtums im Rahmen des Pyrenäenfriedens an Frankreich abtreten.
Im Frieden von Utrecht, der 1714 den Spanischen Erbfolgekrieg beendete, wurde der gesamte Länderkomplex, der etwa den heutigen Staaten Belgien und Luxemburg entsprach, innerhalb des Heiligen Römischen Reiches Deutscher Nation der österreichischen Linie der Habsburger zugesprochen. Die Österreichischen Niederlande existierten innerhalb des Heiligen Römischen Reiches Deutscher Nation bis zur Eroberung und Annexion des Landes durch Truppen der Französischen Revolution 1794. Von 1795 bis 1814 bildete das vorherige Herzogtum Luxemburg als Département Forêts („Wälder“) einen Teil der Französischen Republik und später des Französischen Kaiserreichs.

### Wie Rodemachern an das Haus Baden kam
Christoph I. von Baden diente unter dem damaligen Herzog von Burgund, Maximilian I., in seinem Kampf um die Niederlande, das Erbe seiner verstorbenen Ehefrau Maria von Burgund. Zu den Niederlanden gehörte damals auch das Herzogtum Luxemburg. Christoph wurde zum General-Gouverneur ernannt und erhielt die Pfandinhaberschaft über das Herzogtum Luxemburg.
1479 erhielt Christoph Schloss und Herrschaft Useldingen als Lehen des Herzogtums Luxemburg. 1492 erhielt Christoph auch Burg und Herrschaft Rodemachern und Hesperingen. Der bisherige Besitzer, Gerhart von Rodemachern, hatte auf Seiten Frankreichs gegen Herzog Maximilian gekämpft und wurde wegen Felonie enteignet.

### Die Nebenlinie Baden-Rodemachern
Die Nebenlinie Baden-Rodemachern (auch: Baden-Baden zu Rodemachern) entstand aufgrund einer Erbteilung unter den Söhnen des Markgrafen Bernhard III. von Baden-Baden, Philibert und Christoph II. Christoph erhielt im Teilungsvertrag die luxemburgischen Herrschaften.
Da er beabsichtigte auf längere Reisen zu gehen, überließ er Regierung und Nutzung dieser Herrschaften zunächst für jährlich 4000 Gulden seinem Bruder Philibert. Erst ab 1566 lebte Christoph in Rodemachern.
Als sein Sohn Eduard Fortunat Markgraf von Baden-Baden wurde, vereinigte dieser die luxemburgischen Herrschaften des Hauses Baden jedoch nicht wieder mit der Markgrafschaft Baden-Baden, sondern gab sie an seinen Bruder Philipp III. weiter.
Mit dem Tod von Philipps Großneffen, des Markgrafen Karl Wilhelm Eugen, endete 1666 die Seitenlinie zu Rodemachern und die Rechte gingen an Markgraf Wilhelm von Baden-Baden über. Aus lehensrechtlichen Gründen waren die luxemburgischen Herrschaften nicht Gegenstand des badischen Erbvertrages von 1765, sondern wurden bei dessen Unterzeichnung am 28. Januar 1765 vom baden-badischen Markgraf August Georg dem baden-durlachischen Markgrafen Karl Friedrich geschenkt, womit sie bei der Wiedervereinigung der beiden badischen Markgrafschaften im Jahre 1771 bereits sechs Jahre Karl Friedrich gehörten.

### Die badischen Markgrafen werden Lehensnehmer der französischen Könige
Durch den Pyrenäenfrieden wurde Diedenhofen am 7. November 1659 von Spanien an Frankreich abgetreten. Nach französischer Auffassung gehörte die Herrschaft Rodemachern zu den abhängigen Gebieten der Propstei Diedenhofen (Thionville), die mit abgetreten wurden, was von spanisch-luxemburgischer Seite aber vehement bestritten wurde. Die Herrschaft Hesperingen wiederum wurde von Frankreich als abhängiges Gebiet der Herrschaft Rodemachern betrachtet, weshalb auch hier die Landeshoheit beansprucht wurde. Im Frieden von Aachen (1668) wurde der Thionville betreffende Artikel des Pyrenäenfriedens ohne weitere Spezifikation bestätigt und der Konflikt blieb ungeklärt. Der Friede von Nimwegen führte ebenfalls zu keiner Klärung dieser Streitfrage, da Spanien zu schwach war, um seine Auffassung durchzusetzen, und Frankreich sich damit zufriedengab, in diesem marginalen Punkt der gesamten Auseinandersetzung mit Habsburg einfach Fakten zu schaffen. Am 30. Dezember 1678 besetzte Frankreich die Herrschaft Rodemachern. Im Vertrag von Versailles vom 16. Mai 1769 zwischen Frankreich und Österreich gab Österreich die Landeshoheit über die von Frankreich als Dependenzen von Thionville besetzten Gebiete auf.

### Das Ende der Grundherrschaft der Markgrafen von Baden in Luxemburg

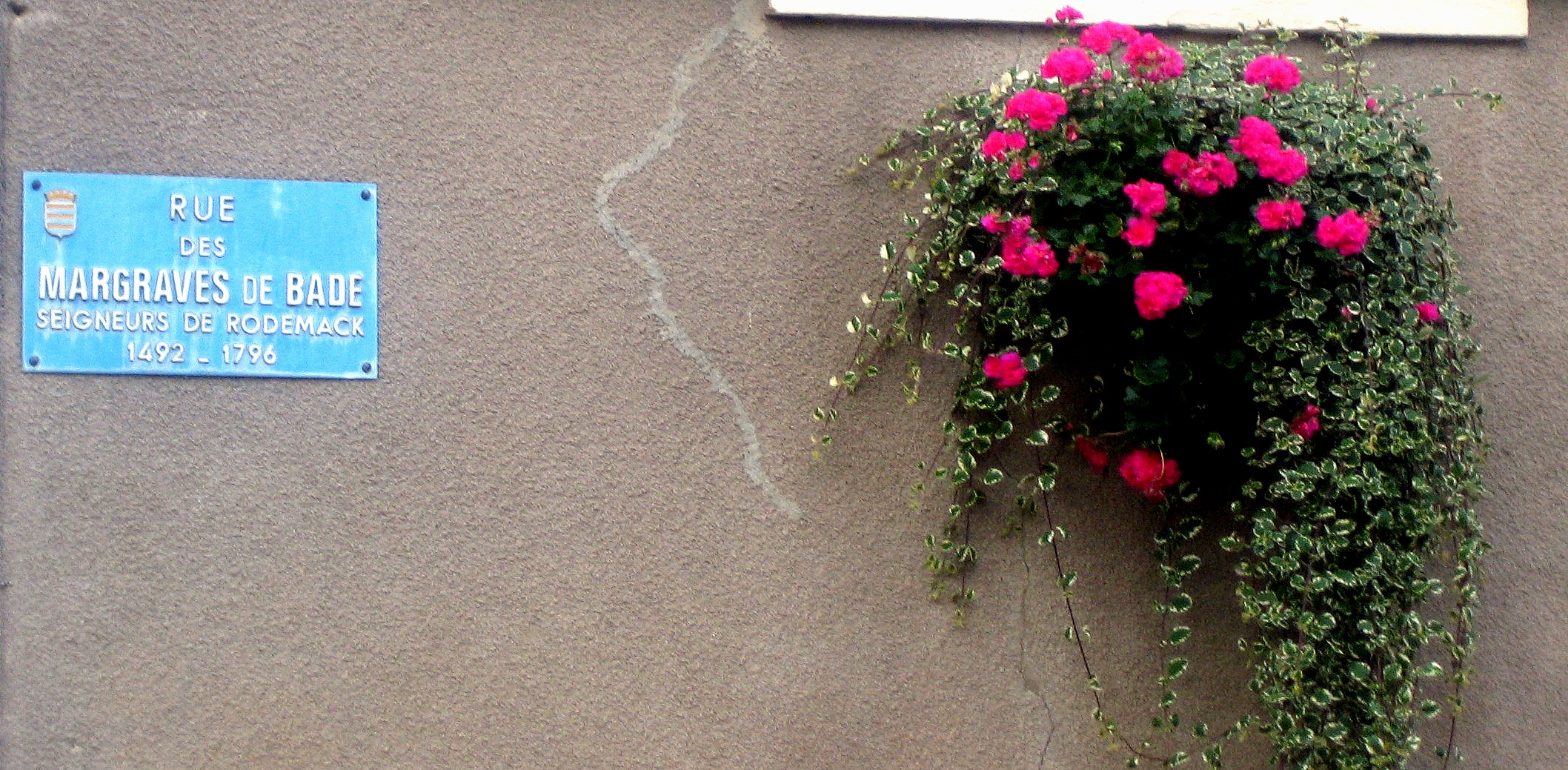
Straßenschild der Rue de Margraves de Bade in Rodemack, das auch aus französischer Sicht die Beendigung der badischen Grundherrschaft erst auf das Jahr 1796 datiert.

Bereits 1701 leitete Markgraf Ludwig Wilhelm Sondierungen zum Verkauf der luxemburgischen Besitzungen ein, die allerdings ohne Ergebnis blieben.
Nach der Wiedervereinigung der badischen Markgrafschaften untersuchte der badische Rat und Registrator, F. M. Vierordt, die rechtliche Entwicklung der badischen Besitzungen in Luxemburg und fasste seine Erkenntnisse 1782 in einem vierbändigen Werk zusammen.
Die Grundherrschaft verblieb bis 1796 bei Baden, das im Separat-Friedensvertrag vom 22. August 1796 auf alle Rechte an den Herrschaft Rodemachern und Hesperingen verzichtete, wobei in den Geheimartikeln dieses Friedensvertrages Frankreich bereits konkrete Zusagen bzgl. einer Entschädigung durch der Säkularisation bestimmter rechtsrheinischer geistlicher Territorien zugunsten der Markgrafschaft Baden machte.
Auch für die linksrheinischen Gebiete unter badischer standesrechtlicher Hoheit (nicht Landeshoheit)
mit einer Fläche von 5375 Quadratmeilen oder 296 km² und 15 430 Einwohnern wurde Baden dann auch durch den Reichsdeputationshauptschluss von 1803 entschädigt. Das von Vierordt 1782 erstellte Inventar diente dem Markgrafen bei den zwischen 1796 und 1802 erfolgten Verhandlungen mit Frankreich über eine Entschädigung für linksrheinische Gebietsverluste. Da Frankreich letztlich den Reichsdeputationshauptschluss weitgehend diktierte, waren dies die entscheidenden Verhandlungen. Die badische Grundherrschaft über Rodemachern hat von 1492 bis 1796 etwas über 300 Jahre gedauert.

### Luxemburgische Herrschaften im Teilungsvertrag von 1556
Am 23. April 1556 unterzeichneten in Baden die Markgrafen Philibert und Christof einen Teilungsvertrag der Christofs Anteil wie folgt definiert:

„Zum andern, daß mein gnediger Herr Marggrav Christof vnnd seiner fürstl. Gnadenn männliches Geschlechts erliche Erben allermassen ainig haben, regieren, nutzen und niessenn sollenn, die Herrschaftenn inn dem Lanndt Lucenburg gelegenn, Rodemachern, Vnseldingenn, Reichersperg, Hesperingen vnnd Pittingen samt Hillenhenchins Gütternn vnnd allen andernn Marggrefischen Gütternn im Land Lucenburg gelegenn,...“

| Vogteien                                | Jahr des Erwerbs | zugehörige Orte                                   | Anmerkungen | Wappen |
| --------------------------------------- | ---------------- | ------------------------------------------------- | --- | ------ |
| Herrschaft und Burg Rodemachern         | 1492             |                                                   | Lehen des Herzogtums Luxemburg |        |
| Herrschaft und Burg Useldingen          | 1479             |                                                   | |        |
| Burg Reichersberg (Richemont (Moselle)) | 1492             |                                                   | |        |
| Herrschaft und Burg Hesperingen         | 1481             |                                                   | 1481 wurde Burg Hesperingen durch luxemburgische Truppen zerstört |        |
| Petingen (Pittingen)                    | 1491             |                                                   | Markgraf Christoph I. von Baden kaufte die Herrschaft von Graf Friedrich von Zweibrücken; Herzog Maximilian genehmigte als Lehensherr den Kauf am 2. März 1492, wobei das Lehen in männlicher und weiblicher Linie vererbt werden konnte. |        |
| Hillenhentgesgüter                      | 1488             | Haus in Luxemburg; Haus in Fentsch; Hof in Anffen | Geschenk Herzog Maximilians an Markgraf Christoph; Vorbesitzer war Jean de Dommarien der wegen seines Bündnisses mit dem französischen König enteignet wurde                                                                              |        |

### Die Markgrafen von Baden zu Rodemachern
|  | Name (Lebensdaten)                                      | Regierungszeit | Anmerkungen                                                                                            |
|  | ------------------------------------------------------- | -------------- | --- |
|  | Christoph II. (* 26. Februar 1537; † 2. August 1575)    | 1556–1575      | Sohn des Markgrafen Bernhard III. von Baden-Baden                                                      |
|  | Eduard Fortunat (* 17. September 1565; † 18. Juni 1600) | 1575–1588      | Sohn von Christoph II. und der Cäcilie Wasa; seit 1588 Markgraf von Baden-Baden                        |
|  | Philipp III. (* 15. August 1567; † 6. November 1620)    | 1588–1620      | Bruder von Eduard Fortunat; wurde von 1605 bis 1620 auf der Hochburg bei Emmendingen gefangen gehalten |
|  | Hermann Fortunat (* 23. Januar 1595; † 4. Januar 1665)  | 1620–1665      | Sohn von Eduard Fortunat                                                                               |
|  | Karl Wilhelm Eugen (* 1627; † 1666)                     | 1665–1666      | Sohn von Hermann Fortunat                                                                              |